# Liste der Kulturdenkmäler in Rabenau (Hessen)
Die folgende Liste enthält die in der Denkmaltopographie ausgewiesenen Kulturdenkmäler auf dem Gebiet  der Gemeinde Rabenau, Landkreis Gießen, Hessen.
Hinweis: Die Reihenfolge der Denkmäler in dieser Liste orientiert sich zunächst an Ortsteilen und anschließend der Anschrift, alternativ ist sie auch nach der Bezeichnung, der vom Landesamt für Denkmalpflege vergebenen Nummer oder der Bauzeit sortierbar.
Kulturdenkmäler werden fortlaufend im Denkmalverzeichnis des Landes Hessen durch das Landesamt für Denkmalpflege Hessen auf Basis des Hessischen Denkmalschutzgesetzes (HDSchG) geführt. Die Schutzwürdigkeit eines Kulturdenkmals hängt nicht von der Eintragung in das Denkmalverzeichnis des Landes Hessen oder der Veröffentlichung in der Denkmaltopographie ab.

Das Vorhandensein oder Fehlen eines Objekts in dieser Liste ist keine rechtsverbindliche Auskunft darüber, ob es Kulturdenkmal ist oder nicht: Diese Liste entspricht möglicherweise nicht dem aktuellen Stand der offiziellen Denkmaltopographie. Diese ist für Hessen in den entsprechenden Bänden der Denkmaltopographie Bundesrepublik Deutschland und im Internet unter DenkXweb – Kulturdenkmäler in Hessen einsehbar. Auch diese Quellen sind, obwohl sie durch das Landesamt für Denkmalpflege Hessen aktualisiert werden, nicht immer aktuell, da es im Denkmalbestand immer wieder Änderungen gibt.
Eine verbindliche Auskunft erteilt allein das Landesamt für Denkmalpflege Hessen.
Nutze diese Kartenansicht, um Koordinaten in der Liste zu setzen. In dieser Kartenansicht sind Kulturdenkmale ohne Koordinaten mit einem roten bzw. orangen Marker dargestellt und können in der Karte gesetzt werden. Kulturdenkmale ohne Bild sind mit einem blauen bzw. roten Marker gekennzeichnet, Kulturdenkmale mit Bild mit einem grünen bzw. orangen Marker.

## Kulturdenkmäler nach Ortsteilen

### Allertshausen
| Bild                                          | Bezeichnung          | Lage                                                  | Beschreibung | Bauzeit   | Objekt-Nr. |
| --------------------------------------------- | -------------------- | ----------------------------------------------------- | --- | --------- | ---------- |
| Bild gesucht BW                               |                      | Allendorfer Straße 2 LageFlur: 1, Flurstück: 145/1    | |           | 48751 DDB  |
| Bild gesucht BW                               |                      | Allendorfer Straße 6 LageFlur: 1, Flurstück: 147/1    | |           | 48752 DDB  |
| Bild gesucht BW                               | Alte Kirche          | Bornstraße 1 LageFlur: 1, Flurstück: 124              | Etwa 1930 zum Wohnhaus umgebaut, 1706 Friedhofskapelle, romanischer Vorgängerbau                                               |           | 48753 DDB  |
| Das verschieferte Gebäude links der Bildmitte |                      | Hintergasse 1 LageFlur: 1, Flurstück: 98              | |           | 48754 DDB  |
| Bild gesucht BW                               | Backhaus             | Kirchbergstraße 7 LageFlur: 1, Flurstück: 35          | |           | 48755 DDB  |
| weitere Bilder                                | Neue ev. Kirche      | Kirchbergstraße 10 LageFlur: 1, Flurstück: 1/1        | Saalkirche, die in eigenständiger Weise Formen des Jugendstils aufgreift, halbrunder Chorabschluss und achtseitiger Dachreiter | 1905/1906 | 48756 DDB  |
| Bild gesucht BW                               | Wasserbehälter       | An der gebrannten Hecke LageFlur: 1, Flurstück: 251/1 | |           | 48757 DDB  |
| Bild gesucht BW                               | Altes Pumpenhäuschen | Im Bornfeld LageFlur: 10, Flurstück: 25               | |           | 48759 DDB  |
| Ehem. Rathaus                                 | Ehem. Rathaus        | Steinbergstraße 1 LageFlur: 1, Flurstück: 96          | |           | 48758 DDB  |

### Geilshausen
| Bild            | Bezeichnung                        | Lage                                                                     | Beschreibung                                                                             | Bauzeit       | Objekt-Nr. |
| --------------- | ---------------------------------- | ------------------------------------------------------------------------ | ---------------------------------------------------------------------------------------- | ------------- | ---------- |
| Bild gesucht BW | Gesamtanlage historischer Ortskern | Grünberger Straße 25-27, 36-44, Kirchenplatz 1-3, 2-16, Obergasse 2 Lage |                                                                                          |               | 48761 DDB  |
| Bild gesucht BW | Gesamtanlage Obergasse             | Obergasse 27-31 Lage                                                     |                                                                                          |               | 48762 DDB  |
| Bild gesucht BW |                                    | Am Graben 4 LageFlur: 1, Flurstück: 179/2                                |                                                                                          |               | 48764 DDB  |
| Bild gesucht BW |                                    | Grünberger Straße 25 LageFlur: 1, Flurstück: 131                         |                                                                                          |               | 48766 DDB  |
| Bild gesucht BW |                                    | Grünberger Straße 27 LageFlur: 1, Flurstück: 130/1                       |                                                                                          |               | 48767 DDB  |
| Bild gesucht BW |                                    | Grünberger Straße 32 LageFlur: 1, Flurstück: 52/2                        |                                                                                          |               | 48768 DDB  |
| Bild gesucht BW |                                    | Grünberger Straße 33 LageFlur: 1, Flurstück: 126/1                       |                                                                                          |               | 48769 DDB  |
| Ehem. Schule    | Ehem. Schule                       | Grünberger Straße 36 LageFlur: 1, Flurstück: 55/1                        |                                                                                          |               | 48770 DDB  |
| Bild gesucht BW |                                    | Grünberger Straße 38 LageFlur: 1, Flurstück: 57/1                        |                                                                                          |               | 48771 DDB  |
| Bild gesucht BW |                                    | Grünberger Straße 40 LageFlur: 1, Flurstück: 63                          |                                                                                          |               | 48772 DDB  |
| Bild gesucht BW |                                    | Grünberger Straße 44 LageFlur: 1, Flurstück: 66/2                        |                                                                                          |               | 48773 DDB  |
| Bild gesucht BW |                                    | Grünberger Straße 58 LageFlur: 1, Flurstück: 79, 80                      |                                                                                          |               | 48774 DDB  |
| weitere Bilder  | Ev. Kirche                         | Kirchenplatz 1 LageFlur: 1, Flurstück: 1/1                               | gedrungener gotischer Chorturm mit Wehrgang und vier Pechnasen, Saalkirche 1953 erneuert | 15. Jhd./1953 | 48775 DDB  |
| Backhaus        | Backhaus                           | Kirchenplatz 3 LageFlur: 1, Flurstück: 3/1                               |                                                                                          |               | 48776 DDB  |
| weitere Bilder  |                                    | Kirchenplatz 6 LageFlur: 1, Flurstück: 15/4                              |                                                                                          |               | 48777 DDB  |
| Bild gesucht BW |                                    | Klausenweg 11 LageFlur: 1, Flurstück: 31/3                               |                                                                                          |               | 48779 DDB  |
| Bild gesucht BW |                                    | Obergasse 3 LageFlur: 1, Flurstück: 177/2                                |                                                                                          |               | 48765 DDB  |
| Bild gesucht BW |                                    | Obergasse 15 LageFlur: 1, Flurstück: 189                                 |                                                                                          |               | 48780 DDB  |
| Bild gesucht BW | Sachgesamtheit Basaltsteinbruch    | Auf dem Streich, Im Bruchfeld Lage                                       |                                                                                          |               | 48763 DDB  |

### Kesselbach
| Bild                                            | Bezeichnung                        | Lage                                                                 | Beschreibung | Bauzeit | Objekt-Nr. |
| ----------------------------------------------- | ---------------------------------- | -------------------------------------------------------------------- | ------------ | ------- | ---------- |
| Bild gesucht BW                                 | Gesamtanlage historischer Ortskern | Alsfelder Straße 11, 8-10, Mittelstraße 1-5, 2-8 Lage                |              |         | 48782 DDB  |
| Bild gesucht BW                                 |                                    | Alsfelder Straße 11 LageFlur: 1, Flurstück: 11171                    |              |         | 48783 DDB  |
| Bild gesucht BW                                 |                                    | Alsfelder Straße 25 LageFlur: 1, Flurstück: 96/1                     |              |         | 48784 DDB  |
| Bild gesucht BW                                 | Ehemalige Schule                   | Alsfelder Straße 29, Alsfelder Straße 27 LageFlur: 1, Flurstück: 284 |              |         | 48785 DDB  |
| Bild gesucht BW                                 | Der Kesselbach                     | LageFlur: 1, Flurstück: 455, 446, 447, 448/1                         |              |         | 48802 DDB  |
| weitere Bilder                                  | Ehem. Bahnhof                      | Londorfer Straße 7 LageFlur: 1, Flurstück: 234/2                     |              |         | 48786 DDB  |
| Bild gesucht BW                                 | Lumdabrücke                        | Londorfer Straße LageFlur: 1, Flurstück: 382/1                       |              |         | 48787 DDB  |
| Bild gesucht BW                                 |                                    | Mittelstraße 3 LageFlur: 1, Flurstück: 18/4                          |              |         | 48788 DDB  |
| Bild gesucht BW                                 |                                    | Mittelstraße 4 LageFlur: 1, Flurstück: 30/1                          |              |         | 48789 DDB  |
| Bild gesucht BW                                 |                                    | Mittelstraße 6 LageFlur: 1, Flurstück: 25/1                          |              |         | 48790 DDB  |
| Bild gesucht BW                                 | Back- und Spritzenhaus             | Mittelstraße 7 LageFlur: 1, Flurstück: 154                           |              |         | 48791 DDB  |
| Bild gesucht BW                                 |                                    | Mittelstraße 8 LageFlur: 1, Flurstück: 20/4                          |              |         | 48792 DDB  |
| Bild gesucht BW                                 |                                    | Mittelstraße 9 LageFlur: 1, Flurstück: 156                           |              |         | 48793 DDB  |
| Bild gesucht BW                                 |                                    | Mittelstraße 14 LageFlur: 1, Flurstück: 176/1                        |              |         | 48794 DDB  |
| Bild gesucht BW                                 |                                    | Mittelstraße 16 LageFlur: 1, Flurstück: 174                          |              |         | 48795 DDB  |
| Digitalisiertes Negativ Aufnahme vom Febr. 1988 | Neu- oder Herrenmühle              | Mühlstraße 5 LageFlur: 1, Flurstück: 208                             |              |         | 48796 DDB  |
| Bild gesucht BW                                 |                                    | Steinstraße 2 LageFlur: 1, Flurstück: 184                            |              |         | 48797 DDB  |
| Bild gesucht BW                                 |                                    | Steinstraße 14 LageFlur: 1, Flurstück: 143/3                         |              |         | 48798 DDB  |
| Bild gesucht BW                                 | Wasserwerk                         | Uferstraße 5 LageFlur: 1, Flurstück: 361                             |              |         | 48799 DDB  |
| Bild gesucht BW                                 | Röderhof                           | Uferstraße 7 LageFlur: 1, Flurstück: 365/1                           |              |         | 48800 DDB  |
| Bild gesucht BW                                 |                                    | Uferstraße 11 LageFlur: 1, Flurstück: 244/4                          |              |         | 48801 DDB  |

### Londorf
| Bild | Bezeichnung                                   | Lage | Beschreibung                                                                                  | Bauzeit             | Objekt-Nr. |
| --- | --------------------------------------------- | --- | --------------------------------------------------------------------------------------------- | ------------------- | ---------- |
| Bild gesucht BW                                                                                              | Gesamtanlage historischer Ortskern            | Burgstraße 28-32, Freigasse 5-23, 2-8, Friedenstraße 1-3, 2-12, Gießener Straße 31-49, 24-76, Kirchgasse 1-7, 2-18 Lage |                                                                                               |                     | 48806 DDB  |
| Bild gesucht BW                                                                                              | Gesamtanlage Brodbachstraße                   | Brodbachstraße 1-17, Gartenstraße 9, 11 Lage                                                                            |                                                                                               |                     | 48805 DDB  |
| Bild gesucht BW                                                                                              | Gesamtanlage Burg Rabenau                     | Burgstraße 2-14, Gießener Straße 22 Lage                                                                                | Ober-, Mittel- und Unterburg errichtet aus dem Burgstall Londorf, Herrengarten mit Gartenhaus |                     | 48806 DDB  |
| Bild gesucht BW                                                                                              | Sachgesamtheit Jüdischer Friedhof             | Das Bruch LageFlur: 11, Flurstück: 159                                                                                  | Jüdischer Friedhof, Kulturdenkmal aus geschichtlichen Gründen.                                | Um 1772             | 48807 DDB  |
| Schmittmühle Londorf digitalisiertes Dia von ca. 1990 Wohnhaus und Mühle. Früher Hammer danach Getreidemühle | Wohnhaus der Schmittmühle                     | Allertshäuser Straße 12 LageFlur: 1, Flurstück: 673/5                                                                   |                                                                                               |                     | 48811 DDB  |
| Bild gesucht BW                                                                                              | Neue Schule                                   | Brodbachstraße 2 LageFlur: 1, Flurstück: 359/3                                                                          |                                                                                               |                     | 48812 DDB  |
| Bild gesucht BW                                                                                              | Sachgesamtheit Oberburg                       | Burgstraße 2-6 LageFlur: 1, Flurstück: 311/2, 308/2                                                                     |                                                                                               |                     | 48808 DDB  |
| Bild gesucht BW                                                                                              | Sachgesamtheit Mittelburg                     | Burgstraße 8 LageFlur: 1, Flurstück: 308/1                                                                              |                                                                                               |                     | 48809 DDB  |
| Bild gesucht BW                                                                                              | Forstamt                                      | Burgstraße 10 LageFlur: 1, Flurstück: 304/1, 306                                                                        |                                                                                               |                     | 48813 DDB  |
| Bild gesucht BW                                                                                              | Sachgesamtheit Wirtschaftshof der Unterburg   | Burgstraße 12 LageFlur: 1, Flurstück: 303                                                                               |                                                                                               |                     | 48810 DDB  |
| Bild gesucht BW                                                                                              | Unterburg                                     | Burgstraße 14 LageFlur: 1, Flurstück: 298/1, 301/1                                                                      |                                                                                               |                     | 48814 DDB  |
| Bild gesucht BW                                                                                              |                                               | Burgstraße 30, Burgstraße 32 LageFlur: 1, Flurstück: 283/1, 288                                                         |                                                                                               |                     | 48815 DDB  |
| Bild gesucht BW                                                                                              | Lumda-Furt                                    | Lumda LageFlur: 1, Flurstück: 854                                                                                       |                                                                                               |                     | 48816 DDB  |
| Bild gesucht BW                                                                                              |                                               | Eichweg 2 LageFlur: 1, Flurstück: 312/6                                                                                 |                                                                                               |                     | 48817 DDB  |
| Bild gesucht BW                                                                                              |                                               | Eichweg 5 LageFlur: 1, Flurstück: 731/1                                                                                 |                                                                                               |                     | 48818 DDB  |
| Bild gesucht BW                                                                                              |                                               | Freigasse 4 LageFlur: 1, Flurstück: 62                                                                                  |                                                                                               |                     | 48819 DDB  |
| Bild gesucht BW                                                                                              | Backhaus                                      | Freigasse 5 LageFlur: 1, Flurstück: 88/1                                                                                |                                                                                               |                     | 48820 DDB  |
| Bild gesucht BW                                                                                              | Ehem. Rathaus                                 | Freigasse 7 LageFlur: 1, Flurstück: 88/1                                                                                |                                                                                               |                     | 48821 DDB  |
| Bild gesucht BW                                                                                              |                                               | Freigasse 11 LageFlur: 1, Flurstück: 67/3                                                                               |                                                                                               |                     | 48822 DDB  |
| Bild gesucht BW                                                                                              | „Dreihausen“                                  | Freigasse 17 LageFlur: 1, Flurstück: 3                                                                                  |                                                                                               |                     | 48823 DDB  |
| Bild gesucht BW                                                                                              | „Dreihausen“                                  | Freigasse 19 LageFlur: 1, Flurstück: 4                                                                                  |                                                                                               |                     | 48824 DDB  |
| Bild gesucht BW                                                                                              | „Dreihausen“                                  | Freigasse 21 LageFlur: 1, Flurstück: 5/1                                                                                |                                                                                               |                     | 48825 DDB  |
| Bild gesucht BW                                                                                              |                                               | Freigasse 27 LageFlur: 1, Flurstück: 41/1                                                                               |                                                                                               |                     | 48827 DDB  |
| Bild gesucht BW                                                                                              | „Freigässer Born“                             | Freigasse LageFlur: 1, Flurstück: 47/1                                                                                  |                                                                                               |                     | 48828 DDB  |
| Bild gesucht BW                                                                                              |                                               | Friedenstraße 4 LageFlur: 1, Flurstück: 197, 198                                                                        |                                                                                               |                     | 48829 DDB  |
| Bild gesucht BW                                                                                              |                                               | Friedenstraße 10 LageFlur: 1, Flurstück: 185/1                                                                          |                                                                                               |                     | 48830 DDB  |
| Bild gesucht BW                                                                                              | Feuerwehrgerätehaus                           | Gartenstraße 31 LageFlur: 1, Flurstück: 333/24                                                                          |                                                                                               |                     | 48832 DDB  |
| Bild gesucht BW                                                                                              |                                               | Gießener Straße 25 LageFlur: 1, Flurstück: 326/1                                                                        |                                                                                               |                     | 48833 DDB  |
| Bild gesucht BW                                                                                              | Herrngarten mit Gartenhaus                    | Gießener Straße 28 LageFlur: 1, Flurstück: 294/1, 295, 296                                                              |                                                                                               |                     | 48834 DDB  |
| Bild gesucht BW                                                                                              | Pfarrhaus                                     | Gießener Straße 30 LageFlur: 1, Flurstück: 113, 114, 115                                                                |                                                                                               |                     | 48835 DDB  |
| Bild gesucht BW                                                                                              |                                               | Gießener Straße 31 LageFlur: 1, Flurstück: 14/2                                                                         |                                                                                               |                     | 48836 DDB  |
| weitere Bilder                                                                                               | Ev. Kirche                                    | Gießener Straße 35 LageFlur: 1, Flurstück: 1, 75, 758                                                                   | dreischiffige neugotische Hallenkirche mit 5/8-Chorabschluss und mittelalterlichem Westturm   | 13. Jhd., 1860–1864 | 48837 DDB  |
| Bild gesucht BW                                                                                              |                                               | Gießener Straße 36 LageFlur: 1, Flurstück: 108/1                                                                        |                                                                                               |                     | 117362 DDB |
| Bild gesucht BW                                                                                              |                                               | Gießener Straße 50 LageFlur: 1, Flurstück: 278/2                                                                        |                                                                                               |                     | 48838 DDB  |
| Bild gesucht BW                                                                                              |                                               | Gießener Straße 58 LageFlur: 1, Flurstück: 271                                                                          |                                                                                               |                     | 48839 DDB  |
| Reitzenmühle Londorf digitalisiertes Dia vom 28.03.1993                                                      | Reitzen-Mühle                                 | Gießener Straße 150 LageFlur: 8, Flurstück: 32, 33, 34                                                                  |                                                                                               |                     | 48851 DDB  |
| Bild gesucht BW                                                                                              | Volkshalle                                    | Jahnstraße 3 LageFlur: 1, Flurstück: 333/22                                                                             |                                                                                               |                     | 117364 DDB |
| Bild gesucht BW                                                                                              | Backhaus                                      | Kirchgasse 1 LageFlur: 1, Flurstück: 76                                                                                 |                                                                                               |                     | 48840 DDB  |
| Bild gesucht BW                                                                                              |                                               | Kirchgasse 2 LageFlur: 1, Flurstück: 77/2                                                                               |                                                                                               |                     | 48841 DDB  |
| Bild gesucht BW                                                                                              |                                               | Kirchgasse 3 LageFlur: 1, Flurstück: 74                                                                                 |                                                                                               |                     | 48842 DDB  |
| Bild gesucht BW                                                                                              |                                               | Kirchgasse 5 LageFlur: 1, Flurstück: 73                                                                                 |                                                                                               |                     | 48843 DDB  |
| Bild gesucht BW                                                                                              |                                               | Kirchgasse 12 LageFlur: 1, Flurstück: 84                                                                                |                                                                                               |                     | 48845 DDB  |
| Bild gesucht BW                                                                                              |                                               | Kirchgasse 16 LageFlur: 1, Flurstück: 86                                                                                |                                                                                               |                     | 48846 DDB  |
| Bild gesucht BW                                                                                              | Teichhaus                                     | Leestraße 5 LageFlur: 1, Flurstück: 322/1                                                                               |                                                                                               |                     | 48847 DDB  |
| weitere Bilder                                                                                               | Bahnhof                                       | Leestraße 12 LageFlur: 1, Flurstück: 330/1                                                                              |                                                                                               |                     | 48848 DDB  |
| Bild gesucht BW                                                                                              | Alte Schule                                   | Marburger Straße 13 LageFlur: 1, Flurstück: 359/4                                                                       |                                                                                               |                     | 48849 DDB  |
| Bild gesucht BW                                                                                              | Brunnenstock                                  | Das Klingelfeld LageFlur: 1, Flurstück: 715                                                                             |                                                                                               |                     | 65632 DDB  |
| Bild gesucht BW                                                                                              | Familienfriedhof der Röder von Diersburg      | Die Köppernhöll LageFlur: 11, Flurstück: 89/1                                                                           |                                                                                               |                     | 48853 DDB  |
| „Klingelbrunnen“                                                                                             | „Klingelbrunnen“                              | Klingelbrunnen LageFlur: 1, Flurstück: 710                                                                              |                                                                                               |                     | 65634 DDB  |
| Bild gesucht BW                                                                                              | Privatfriedhof der Familie Nordeck zu Rabenau | Die Anlagen LageFlur: 1, Flurstück: 719, 717                                                                            |                                                                                               |                     | 48852 DDB  |
| Bild gesucht BW                                                                                              | Wasserbehälter                                | Auf dem Bienberg LageFlur: 6, Flurstück: 24                                                                             |                                                                                               |                     | 48854 DDB  |
| Bild gesucht BW                                                                                              |                                               | Wallstraße 19 LageFlur: 1, Flurstück: 34/4                                                                              |                                                                                               |                     | 48850 DDB  |

### Odenhausen
| Bild                             | Bezeichnung                                                  | Lage | Beschreibung                                                                                        | Bauzeit      | Objekt-Nr. |
| -------------------------------- | ------------------------------------------------------------ | --- | --------------------------------------------------------------------------------------------------- | ------------ | ---------- |
| Bild gesucht BW                  | Gesamtanlage historischer Ortskern                           | Appenborner Weg 1-9, 2-6, Hauptstraße 1-7, 6, Hofackerweg 1, 2-4, Kirchstraße 1, 2-4, Unterdorf 18-22 Lage | |              | 48856 DDB  |
| Bild gesucht BW                  |                                                              | Appenborner Weg 9 LageFlur: 1, Flurstück: 126/3                                                            | |              | 48859 DDB  |
| Sachgesamtheit Hofgut Odenhausen | Sachgesamtheit Hofgut Odenhausen                             | Appenborner Weg 11, Appenborner Weg 13 LageFlur: 1, Flurstück: 142/2, 143/1, 143/2, 352                    | |              | 48857 DDB  |
| Bild gesucht BW                  | Sachgesamtheit Hofgut und Mühle Appenborn mit Privatfriedhof | Appenborner Weg 19, Appenborner Weg 23, Appenborner Weg 21 LageFlur: 14, Flurstück: 1/1, 5                 | |              | 48858 DDB  |
| Bild gesucht BW                  | Brücke                                                       | Appenborner Bach LageFlur: 1, Flurstück: 350                                                               | |              | 48860 DDB  |
| Ehem. Bahnhof                    | Ehem. Bahnhof                                                | Brunnenstraße 2 LageFlur: 3, Flurstück: 163/14                                                             | |              | 48861 DDB  |
| Bild gesucht BW                  |                                                              | Hauptstraße 5 LageFlur: 1, Flurstück: 56/1                                                                 | |              | 48862 DDB  |
| Bild gesucht BW                  | Pfarrhaus mit Konfirmandensaal                               | Hauptstraße 18 LageFlur: 3, Flurstück: 27                                                                  | |              | 48864 DDB  |
| Ehem. Schule                     | Ehem. Schule                                                 | Hauptstraße 19 LageFlur: 1, Flurstück: 249/1                                                               | |              | 48865 DDB  |
| weitere Bilder                   | Ev. Kirche                                                   | Kirchstraße 10 LageFlur: 1, Flurstück: 73/3                                                                | schmale romanische Saalkirche, gedrungener gotischer Chorturm mit Pyramidendach in gebrochener Form | 11./13. Jhd. | 48866 DDB  |
| Bild gesucht BW                  | Wasserbehälter                                               | An der Hasenstell LageFlur: 2, Flurstück: 83                                                               | |              | 48867 DDB  |

### Rüddingshausen
| Bild            | Bezeichnung                        | Lage                                                                                              | Beschreibung | Bauzeit | Objekt-Nr. |
| --------------- | ---------------------------------- | ------------------------------------------------------------------------------------------------- | --- | ------- | ---------- |
| Bild gesucht BW | Gesamtanlage historischer Ortskern | An der Kirche 2-8, Homberger Straße 13-17, 14-18, Steineckerweg 1-11, 4-18, 26-28, 34-36, 40 Lage | |         | 48869 DDB  |
| Bild gesucht BW | Gesamtanlage Zum Alten Born        | Zum Alten Born 15-25, 26-34 Lage                                                                  | |         | 48870 DDB  |
| Bild gesucht BW |                                    | An der Kirche 5 LageFlur: 1, Flurstück: 238/1                                                     | |         | 48871 DDB  |
| weitere Bilder  | Ev. Kirche                         | An der Kirche 8, An der Kirche LageFlur: 1, Flurstück: 270, 271, 272, 273/1                       | Barocke Saalkirche mit dreiseitigem Ostabschluss und zweigeschossigem Dachreiter, Süd- und Westportal mit aufwändiger Umrahmung | 1768    | 48872 DDB  |
| Bild gesucht BW |                                    | Hasenecke 2 LageFlur: 1, Flurstück: 423                                                           | |         | 48873 DDB  |
| Bild gesucht BW |                                    | Hasenecke 13 LageFlur: 1, Flurstück: 413/5                                                        | |         | 48874 DDB  |
| Bild gesucht BW |                                    | Homberger Straße 14 LageFlur: 1, Flurstück: 245/2                                                 | |         | 48875 DDB  |
| Bild gesucht BW |                                    | Homberger Straße 16 LageFlur: 1, Flurstück: 233                                                   | |         | 48876 DDB  |
| Bild gesucht BW |                                    | Homberger Straße 18 LageFlur: 1, Flurstück: 232                                                   | |         | 48877 DDB  |
| Bild gesucht BW |                                    | Homberger Straße 21, Homberger Straße 23 LageFlur: 1, Flurstück: 229, 230                         | |         | 48878 DDB  |
| Bild gesucht BW |                                    | Homberger Straße 27a LageFlur: 1, Flurstück: 220/2                                                | |         | 48879 DDB  |
| Bild gesucht BW | Kreuz                              | Auf dem Heister LageFlur: 13, Flurstück: 27                                                       | |         | 65597 DDB  |
| Bild gesucht BW | Wasserbehälter                     | Vor dem Ampel LageFlur: 23, Flurstück: 147/5                                                      | |         | 48891 DDB  |
| Bild gesucht BW |                                    | Steineckerweg 1, Steineckerweg 3 LageFlur: 1, Flurstück: 264/1, 263                               | |         | 48880 DDB  |
| Backhaus        | Backhaus                           | Steineckerweg 7 LageFlur: 1, Flurstück: 270                                                       | |         | 48881 DDB  |
| Bild gesucht BW |                                    | Steineckerweg 38, Steineckerweg 40 LageFlur: 1, Flurstück: 277, 284/4                             | |         | 48882 DDB  |
| Bild gesucht BW | Ehem. Rabenauscher Hof             | Weitershainer Straße 3 LageFlur: 1, Flurstück: 424                                                | |         | 48883 DDB  |
| Bild gesucht BW |                                    | Weitershainer Straße 9 LageFlur: 1, Flurstück: 430/3                                              | |         | 48884 DDB  |
| Bild gesucht BW |                                    | Weitershainer Straße 11 LageFlur: 1, Flurstück: 431/1                                             | |         | 48885 DDB  |
| Bild gesucht BW |                                    | Weitershainer Straße 13 LageFlur: 1, Flurstück: 146/1                                             | |         | 48886 DDB  |
| Bild gesucht BW |                                    | Weitershainer Straße 16 LageFlur: 1, Flurstück: 179                                               | |         | 48887 DDB  |
| Bild gesucht BW | Ehem. Schule                       | Wermertshäuser Straße 2 LageFlur: 1, Flurstück: 282/3                                             | |         | 48888 DDB  |
| Bild gesucht BW |                                    | Zum Alten Born 15 LageFlur: 1, Flurstück: 329/4                                                   | |         | 48889 DDB  |
| Bild gesucht BW |                                    | Zum Alten Born 22 LageFlur: 1, Flurstück: 369/1                                                   | |         | 48890 DDB  |